# Ingeborg Mello
Ingeborg Mello de Preiss (Berlín, 4 de enero de 1919 − 25 de octubre de 2009, Buenos Aires, Argentina) fue una pionera del atletismo femenino que compitió en lanzamiento de disco y lanzamiento de bala.

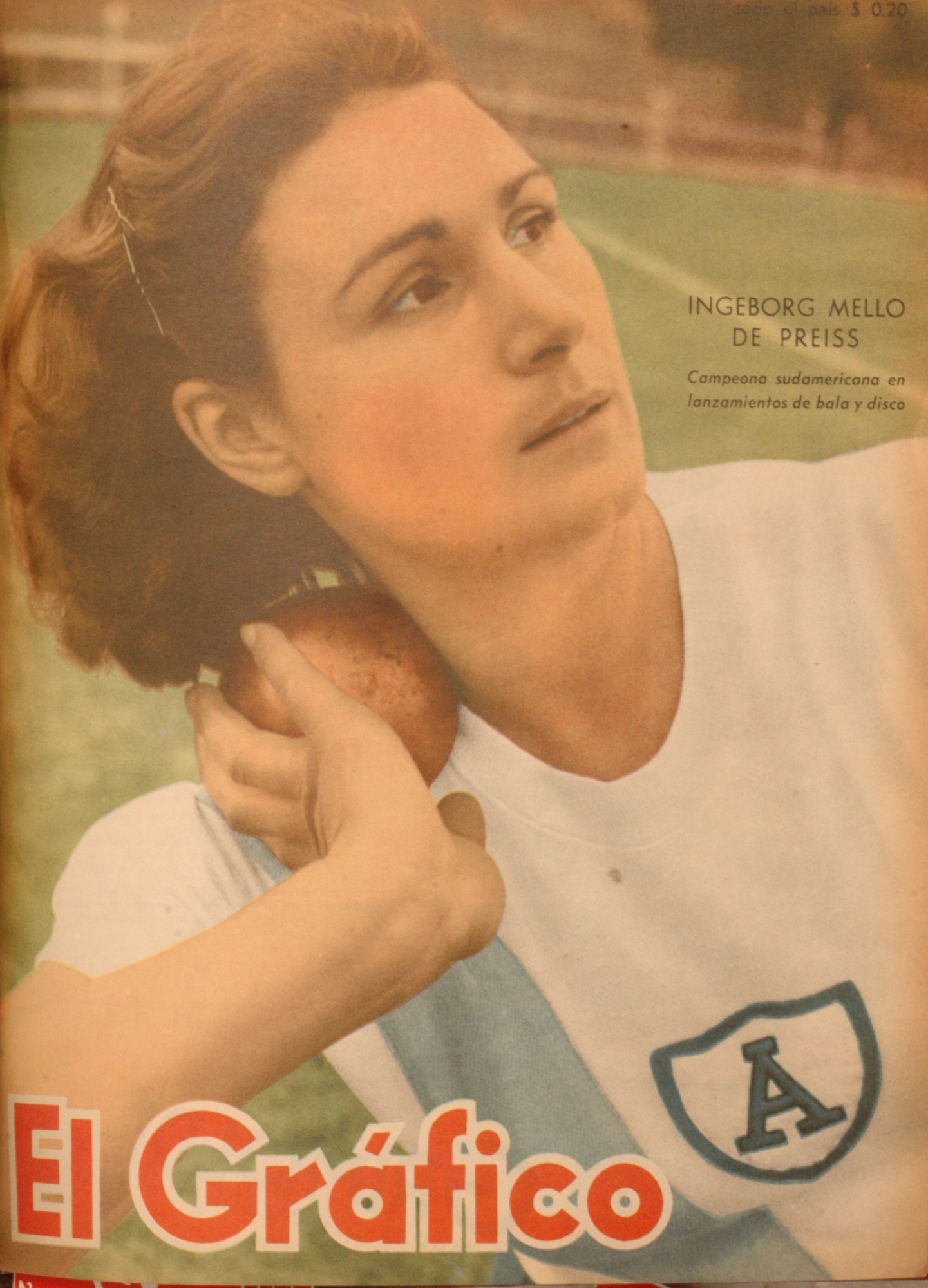
Ingeborg Mello en la tapa de la revista El Gráfico, 1947

En 1938 ―ante el auge del nazismo de Adolf Hitler y proviniendo de una familia judía― emigró con 19 años de edad a Argentina y pronto se incorporó a la actividad atlética.
En la «primavera democrática» peronista ―fines de los años cuarenta y comienzos de los cincuenta― en Argentina se le dio mucho impulso al deporte y Mello se convirtió en la máxima figura del equipo nacional.
Entre 1940 y 1962, acumuló 22 títulos nacionales entre lanzamiento de peso, disco y jabalina, resultando la máxima ganadora en Argentina de dichos títulos en el historial individual.
El paso de Ingeborg por los Campeonatos Sudamericanos fue igualmente exitoso, desde su debut en 1941 hasta su última participación dos décadas después, con una cosecha global de siete medallas de oro, tres de plata y 15 de bronce.
Entrenaba en el Club Atlético San Lorenzo de Almagro.
En Juegos Olímpicos, representó a Argentina dos veces: en los Juegos Olímpicos de Londres 1948 y en Helsinki 1952.

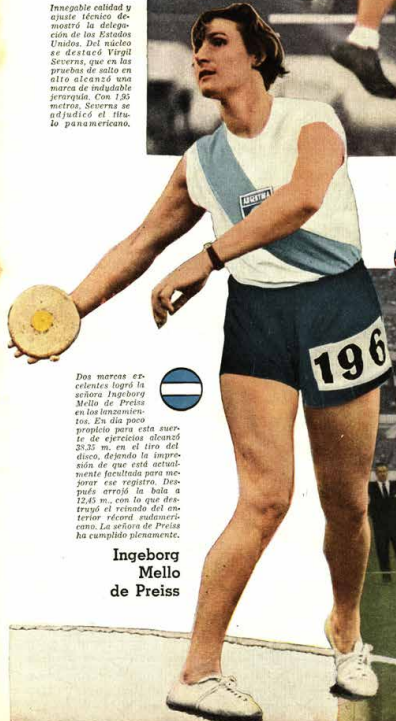
Ingeborg Mello de Preiss en 1951

Ingeborg fue campeona panamericana de ambas especialidades en los Juegos Panamericanos de 1951 en Buenos Aires, Argentina, donde logró su mejor registro personal en lanzamiento de peso con 12,45 m obteniendo dos medallas de oro en lanzamiento de peso y disco.
En disco, su mejor marca fue de 42,10 m conseguidos el 5 de noviembre de 1949.
También asistió a los primeros Juegos Iberoamericanos de Chile (1960), donde triunfó en lanzamiento de disco.
En 1963, ganó su última medalla internacional en el Campeonato Sudamericano, a la edad de 44 años.
En 1969,  ―con 50 años de edad― se despidió de los Campeonatos Nacionales, logrando el cuarto puesto en lanzamiento de peso.
Medía 1.69 cm y pesaba 70 kg.